# Ignition de Détroit
L'Ignition de Détroit (en anglais : Detroit Ignition) était une équipe professionnelle de football en salle basée à Plymouth Township près de Détroit dans l'État du Michigan. L'équipe, fondée en 2006 et disparue en 2009, a évolué en Major Indoor Soccer League dans la Compuware Arena.

## Palmarès
- Champion MISL (0): Néant
- Titres de division (1): 2006-07 MISL

## Saison par saison
| Année   | Ligue   | Saison rég.     | Playoffs               | Affluence moyenne |
| ------- | ------- | --------------- | ---------------------- | ----------------- |
| 2006-07 | MISL II | 1re MISL, 18-12 | Défaite en finale      | 3545              |
| 2007-08 | MISL II | 1st MISL, 22–8  | Défaite en demi-finale | 3745              |
| 2008–09 | XSL     | 1st XSL, 12-8   | Victoire               | 3473              |

## Entraîneurs
- Mark Pulisic (2006-présent)